# روبرت هيوز (محامي)
روبرت هيوز (بالإنجليزية: Robert Clinton Hughes)‏ هو محامي نيوزيلندي، ولد في 1847 في أوكلاند في نيوزيلندا، وتوفي في 18 يناير 1935.